# (20721) 1999 XA105
1999 أكس أي 105 (ويعرف أيضًا باسم (20721) 1999 أكس أي 105 وفق تسمية الكوكب الصغير) (بالإنجليزية: 1999 XA105)‏ هو كويكب ضمن حزام الكويكبات؛ وترتيبه 20721 من حيث الاكتشاف.
اكتُشف هذا الجُرم الفلكي بواسطة Charles W. Juels ‏ في 9 ديسمبر 1999.

## وصلات خارجية
- (20721) 1999 XA105 في قاعدة بيانات مختبر الدفع النفاث لأجرام النظام الشمسي الصغيرة

- الاكتشاف · مخطط المدار ·  العناصر المدارية · المعلمات المادية

- (20721) 1999 XA105 على موقع ويكي سكاي: DSS2, SDSS, GALEX, IRAS, Hydrogen α, X-Ray, Astrophoto, Sky Map, Articles and images